# Distretto di Lannion
Il distretto di Lannion era una divisione territoriale francese del dipartimento delle Côtes-d'Armor, istituita nel 1790 e soppressa nel 1795.
Era formato dai cantoni di Lannion, Loguivy Plougras, Penvenan, Perros-Guirec, Plestin-les-Grèves, Prat, Saint Michel en Greve, Tréguier e Vieux Marché.